# Balmis-expeditie
De Balmis-expeditie, officieel Real Expedición Filantrópica de la Vacuna, was een driejarige missie, van 1803 tot 1806, naar Spaans-Amerika en Azië onder leiding van Dr. Francisco Javier de Balmis met als doel miljoenen mensen te vaccineren tegen de pokken. De expeditie werd een groot succes.

## Aanleiding
De pokken vormden in de achttiende eeuw een groot gezondheidsprobleem in Europa met ongeveer tweehonderdduizend doden per jaar, met name kinderen. Ongeveer een derde van de patiënten overleed, terwijl de overlevenden vaak grote restverschijnselen hadden als gevolg van inwendige bloedingen. Alle lagen van de bevolking werden getroffen en onder meer koning Lodewijk I van Spanje overleed aan de ziekte.
De Balmis-expeditie volgde enkele jaren na de introductie van vaccinatie door de Engelse arts Edward Jenner in 1798 als een veel veiliger alternatief om pokken te voorkomen dan oudere methoden zoals inoculatie. Ten tijde van de doorbraak van de vaccinatie, werd Nieuw-Granada – noordwestelijk Zuid-Amerika – getroffen door een pokkenepidemie. Het was een van de redenen dat koning Karel IV van Spanje de expeditie van zijn hofarts Balmis, een militair arts uit Alicante ondersteunde. Daarnaast was zijn dochter Maria Teresa door de pokken overleden, evenals Gabriël van Bourbon, een broer van de koning, en zijn vrouw en kind.

## Expeditie

Route van de Balmis-expeditie in Amerika

Route van de Balmis-expeditie in de Filipijnen

De Balmis-expeditie vertrok op 30 november 1803 vanuit A Coruña om de pokken in de koloniën te bestrijden. Het team bestond uit vier artsen, twee chirurgijnen en drie verpleegkundigen. Weeskinderen werden meegenomen als opvolgende dragers van de koepokken als basis voor het vaccin. De missie bracht het vaccin als eerst naar de Canarische Eilanden. De volgende stop was Puerto Rico, waar de bevolking echter al gevaccineerd bleek door vaccins van de Deense Maagdeneilanden. Vanuit Puerto Rico zette de expeditie koers naar Venezuela.

### Route van Salvany
Aangekomen in Venezuela in maart 1804 splitste de expeditie zich. Chirurg José Salvany ging naar het westen van Zuid-Amerika. Zijn team startte in Colombia. Vanuit Cartagena werden vaccins naar Panama gestuurd. Expeditieleden trokken verder naar Ecuador en Peru. Op weg van het Boliviaanse La Paz naar het Argentijnse Buenos Aires overleed Salvany aan tuberculose.

### Route van Balmis
Balmis ging vanuit Caracas naar Cuba en vervolgens Mexico. Expeditieleden trokken naar Guatemala, Nicaragua, Costa Rica, Nieuw-Mexico, Texas, Arizona en Californië. Vanuit het Mexicaanse Acapulco vertrok Balmis in februari 1805 over de Grote Oceaan naar de Filipijnen, waar de expeditie in april aankwam. Op de terugreis naar Spanje werden ook Macau, Guangzhou en Sint-Helena aangedaan door de expeditie van Balmis. Op 14 augustus 1806 bereikte het team van Balmis Lissabon.

## Uitkomsten
De missie van Balmis en zijn collega’s was een groot succes. Alleen al in Peru werden ongeveer tweehonderdduizend mensen gevaccineerd. In diverse grote steden van San Francisco in het noorden tot Santiago de Chile in het zuiden werden vaccinatiecentra opgezet en bij de terugkeer van de expeditie waren miljoenen mensen gevaccineerd. De vaccinatiecentra hadden meerdere functies: onderwijs geven over vaccinatie, de lokale productie van lymfe van koepokken als basis van de vaccins, het toedienen van de vaccins, het documenteren van immunisaties en het registeren van bijwerkingen.